# 中国人民解放军军徽
中国人民解放军军徽，为镶有金黄色边的红色五角星，五角星中嵌金黄色“八一”两字，亦称“八一”军徽。于1949年6月15日启用。

## 历史
在中国工农红军时期，在统一规定军旗制作时也曾设计过军徽式样，但由于当时战物资匮乏，无法在全军推广。后来，曾经使用过的红五星帽徽、“八路”“新四军”臂章、“中国人民解放军”胸章等，一定程度上也起到了军徽的作用。
1948年冬，中共中央军委和解放军总部领导人在河北西柏坡讨论军队正规化问题时，同时提出了统一军旗、军徽的问题，确定由军委副主席周恩来主持军旗、军徽工作，并由时任总政研究室副主任、第一研究室主任的黄镇牵头组成设计组。军旗、军徽样式的汇集、综合和研议工作交由军委作战部一局承办。
1949年6月15日，中国人民政治协商会议筹备委员会开幕，在这次大会上，以中国人民革命军事委员会主席毛泽东、副主席朱德、刘少奇、周恩来、彭德怀的名义，发布了《关于公布中国人民解放军军旗军徽样式》的命令。命令中指出，中国人民解放军军军徽样式为镶有金黄色边之五角红星，中嵌金黄色“八一”两字，亦称“八一”军徽。

## 意义
红色五角星象征中国人民获得解放，“八一”表示1927年8月1日發生的南昌起义，中国人民解放军从此诞生。

## 使用
中国人民解放军军徽较普遍地被用在解放军的帽徽、臂章、奖状、车辆、舰艇、飞机、重要建筑物上，举行典礼、检阅、军人宣誓、隆重集会时通常悬挂在主席台中央。

## 军用航空器机徽
机徽也叫国籍标志，用来表明飞机的国籍。朝鲜战争中以中国人民志愿军名义参战的解放军空军和苏联空军使用“中国人民志愿军”标示，并在机身喷涂朝鲜空军机徽。
1949年，华北军区航空处航行科科长李裕为人民解放军空军设计了机徽，9月获中央军委批准，通过《中国人民解放军空军机徽说明》公布。1958年中国人民解放军空军司令部确定机徽规格，直到现在一些装备仍然采用这种版本的机徽。1997年，中国人民解放军总后勤部颁布国军标901A-1997《飞机外部颜色与标记》，该规定对机徽标志略有改动，主要改动在黄色亮度、黄边比例以及“八一”字体，但这种标志直到2003年以后才随着新型号装备的装备才逐渐面世，老装备还使用老版本机徽。而歼-8系列飞机较为特别，其使用全镶边飞翼机徽，并且尺寸参数与其他飞机完全不同，直到2003年之后才逐步换为国家军用标准机徽。

1947-1949年东北航校机徽
1945-1949东北航校教练机及西安空军军官校机徽
1945-1949解放军机徽之一
志愿军空军机身上的朝鲜空军机徽

| 五九式机徽规格 | GJB901A-1997规定的解放军机徽标准图样 | 歼-8飞机上使用的机徽 |
| -------------- | ------------------------------------ | -------------------- |
|                |                                      |                      |

此外，由于在国军标公布之前解放军并没有对“八一”的字体做要求，因此出现了多种变体“八一”。
| 各种字体的“八一”，从左至右分别为部分轰-5、歼-8、强-5和一架歼-10原型机机身上的“八一”。 |
| ------------------------------------------------------------------------------------- |
|                                                                                       |